# Adolf Bertram

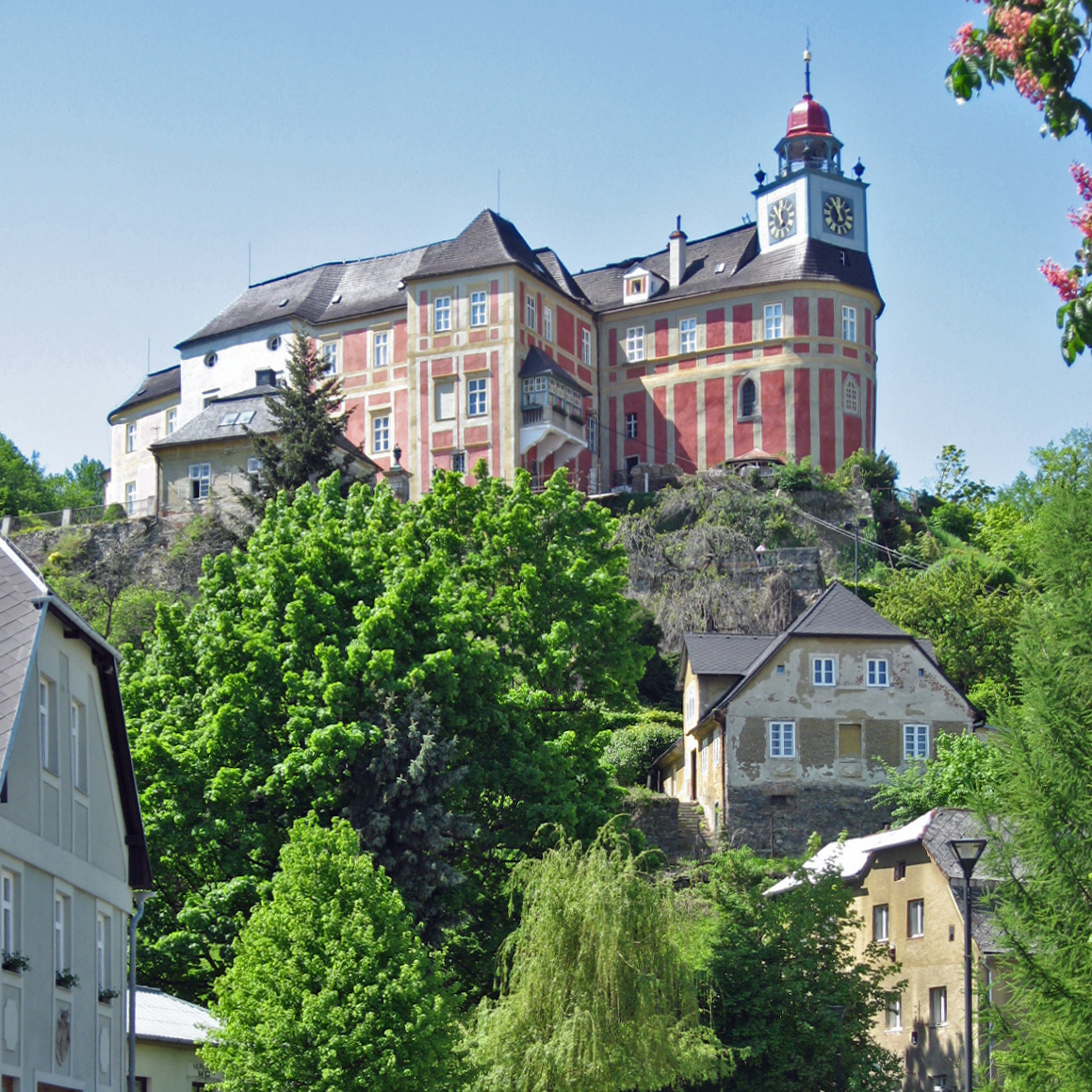
Miejsce śmierci kard. Adolfa Bertrama – Zamek Jánský Vrch w Jaworniku

Adolf Bertram (ur. 14 marca 1859 w Hildesheim, zm. 6 lipca 1945 na zamku Jánský Vrch w Javorníku) – niemiecki duchowny rzymskokatolicki, biskup diecezjalny Hildesheim w latach 1906–1914, biskup diecezjalny wrocławski w latach 1914–1945, kardynał prezbiter od 1919 (in pectore od 1916), przewodniczący Fuldajskiej Konferencji Episkopatu w latach 1920–1945.

## Życiorys
Studiował w seminarium w Hildesheimie, na niemieckich uniwersytetach w Würzburgu i Monachium oraz na Papieskim Uniwersytecie Gregoriańskim w Rzymie; święcenia kapłańskie przyjął 31 lipca 1881 w Hildesheimie. Pracował m.in. jako kapelan kolegium niemieckiego S. Maria dell’Anima w Rzymie. W 1884 powrócił do Hildesheim, gdzie zajmował się duszpasterstwem; w 1905 został wikariuszem generalnym, rok później wikariuszem kapitulnym. Kapituła wybrała go na biskupa Hildesheim 26 kwietnia 1906; uzyskał zatwierdzenie papieża Piusa X 12 czerwca i przyjął sakrę biskupią 15 sierpnia 1906 we Wrocławiu z rąk kardynała Georga Koppa (biskupa Wrocławia).
Po śmierci kardynała Koppa został przeniesiony 8 września 1914 na stolicę biskupią wrocławską; rządy w nowej diecezji objął 28 października 1914. W 1916 został mianowany członkiem pruskiej Izby Panów. Benedykt XV mianował go 4 grudnia 1916 kardynałem, zachowując jednak jego nazwisko in pectore; nominacja została ogłoszona 5 grudnia 1919, z nadaniem tytułu prezbiterskiego Sant’Agnese fuori le mura. 13 sierpnia 1930 rządzona przez Bertrama diecezja została podniesiona do rangi arcybiskupstwa, a on sam do godności pierwszego arcybiskupa metropolity wrocławskiego.
Po śmierci kardynała Felixa von Hartmanna Bertram, będąc najstarszym biskupem w episkopacie, został przewodniczącym niemieckiej konferencji biskupów mającej swoją siedzibę w Fuldzie i funkcję tę sprawował przez 25 lat – do swojej śmierci w 1945.
Miał opinię zwierzchnika diecezji zatroskanego o rozwój życia religijnego, wspierał działalność diecezjalnych Caritasu i Akcji Katolickiej, sprzyjał rozwojowi kultury. Po dojściu do władzy Hitlera wielokrotnie protestował przeciwko naruszaniu praw Kościoła. Interweniował w sprawie rekwizycji dóbr kościelnych i zamykaniu organizacji religijnych. Dwukrotnie brał udział w konklawe (1922, 1939). W 1922 z części diecezji wrocławskiej utworzono Administrację Apostolską na Górnym Śląsku; od 1925 – diecezja katowicka.
Swoją troską duszpasterską otaczał mniejszości narodowe zabiegając, by w kościołach używano w śpiewach i kazaniach języka narodowego. Z drugiej strony, w 1934 zakazał studentom teologii – Polakom będącym obywatelami niemieckimi przynależności do legalnych polskich organizacji w Niemczech. Po wybuchu II wojny światowej wielokrotnie interweniował w sprawie praw polskich robotników przymusowych, protestował przeciwko próbom wprowadzenia przez władze Rzeszy rozdziału narodowościowego w kościołach oraz przeciwko zakazom sprawowania duszpasterstwa w języku narodowym. Między innymi przypominał swoim księżom, że żaden kapłan nie może odmówić spowiedzi penitentowi wyznającemu swe grzechy w języku polskim.
Jak wynika z listu pasterskiego wydanego w 1914 z okazji objęcia diecezji wrocławskiej, kardynał Bertram uważał, że władza świecka, podobnie jak biskupia, pochodzi od Boga. Obie władze, każda w swojej dziedzinie, powinny bezwzględnie ze sobą współpracować. Wyrazem tego może być list pasterski skierowany w czerwcu 1922 roku do diecezjan mieszkających na terenie Górnego Śląska, które zostały przejęte przez władze polskie, w którym kardynał napominał swoich diecezjan, by podporządkowali się nowym władzom.
W okresie nazistowskim kardynał corocznie składał życzenia urodzinowe Adolfowi Hitlerowi. Początkowo wysyłał je w imieniu episkopatu niemieckiego, którego był przewodniczącym. W 1940 napisał w nich o niezrównanych sukcesach ostatnich lat, co wywołało protest biskupa Konrada von Preysinga. Od tej pory wysyłał życzenia wyłącznie we własnym imieniu. W maju 1945 wezwał proboszczów swojej diecezji do odprawienia mszy żałobnych za wodza Adolfa Hitlera.
Jego działania wobec władz Rzeszy, nazwane ze względu na dużą liczbę wysyłanych przez niego petycji „polityką podań” (Eingabenpolitik), były w dużej mierze spowodowane jego wcześniejszymi doświadczeniami z okresu kulturkampfu, kiedy to taka metoda działania połączona z aktywnością pastoralną przyniosła spodziewane efekty.

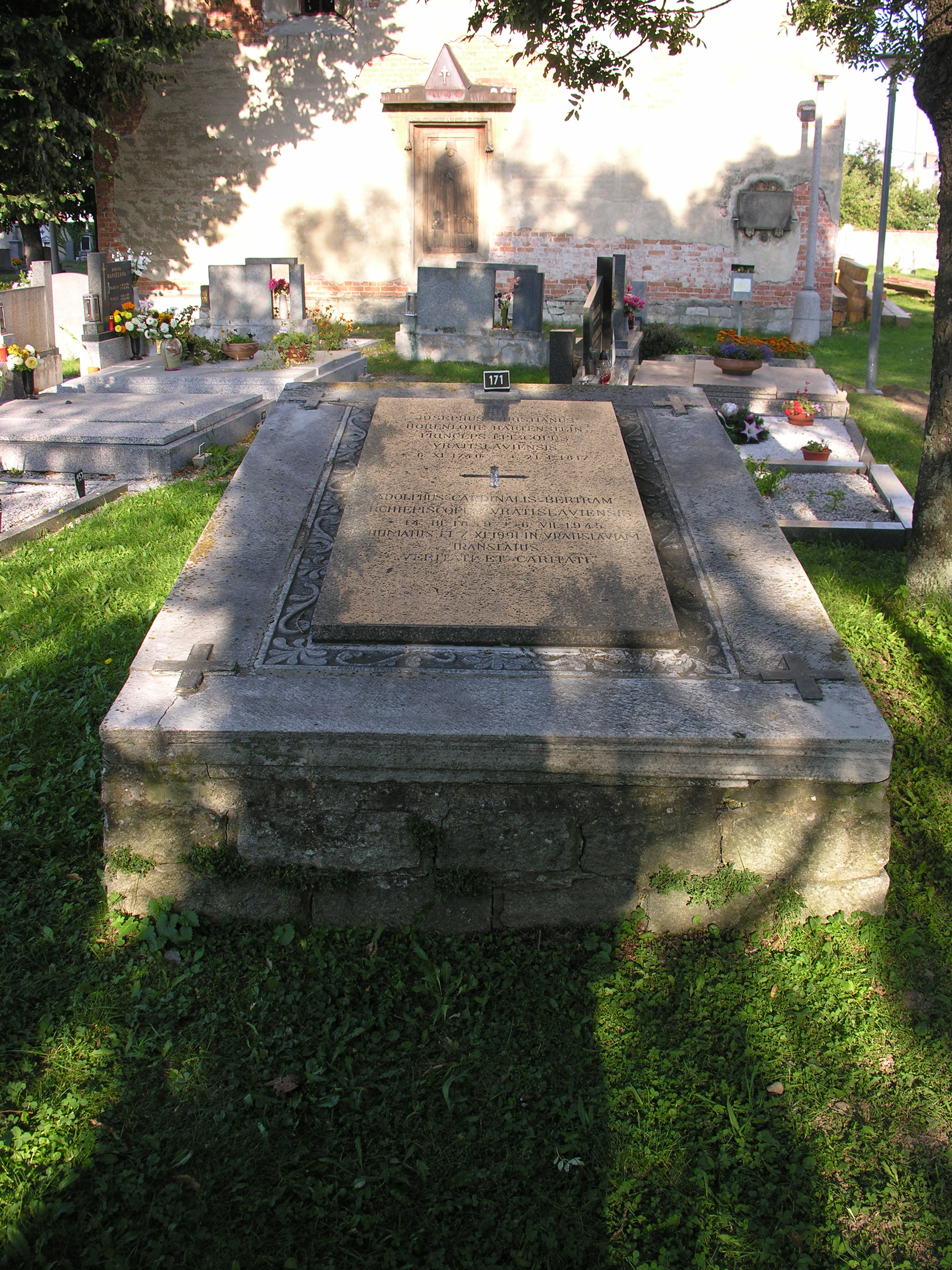
Grób Adolfa Bertrama w Jaworniku (do 1991)

Zmarł w letniej rezydencji biskupiej w zamku Jánský Vrch w Javorníku; został pochowany na cmentarzu w Javorníku w grobie biskupa Josepha zu Hohenlohe. W dniu 9 października 1991 r. doczesne szczątki zostały przewiezione do stolicy Dolnego Śląska i po uroczystym nabożeństwie żałobnym spoczęły w podziemiach katedry wrocławskiej. Dopiero w 1972 jego pełnoprawnym następcą (metropolitą wrocławskim) został Bolesław Kominek (wcześniej zarządzał on archidiecezją jako delegat prymasa Polski i administrator apostolski).

## Publikacje
- Geschichte des Bistums Hildesheim, Hildesheim und Leipzig 1925
- Mein Firmungstag, Den Gefirmten zum Geleit durchs Leben gewidmet, Freiburg in Breisgau 1920
- Dzień Bierzmowania. Bierzmowanym na drogę życia poświęcam, Fryburg w Bryzgowji 1918
- Reverentia Puero! Katholische Erwägungen zu Fragen der Sexualpädagogik, Freiburg in Breisgau 1929
- Charismen priestlicher Gesinnung und Arbeit. Skizzen und Winke für Tage der Recollectio, Freiburg in Breisgau 1931
- Charyzmaty duszy i pracy kapłańskiej, tł. St. Grelewski, Poznań 1936
- Im Geiste und Dienste der Katholischen Aktion, Aus meinem Sinnen und Sorgen vom Wirken im Reiche des Königs Christus, München 1929
- W służbie ideałów Akcji Katolickiej, tłum. tł. St. Grelewski, Poznań 1938.